# یواس‌اس گلاستر (پی‌اف-۲۲)
یواس‌اس گلاستر (پی‌اف-۲۲) (به انگلیسی: USS Gloucester (PF-22)) یک کشتی بود که طول آن ۳۰۳ فوت ۱۱ اینچ (۹۲٫۶۳ متر) بود. این کشتی در سال ۱۹۴۳ ساخته شد.